# Chicopee
La ville de Chicopee (en anglais [ˈtʃɪkəpi]) est située dans le comté de Hampden, dans le Commonwealth du Massachusetts, aux États-Unis. Sa population s’élevait à 55 298 habitants lors du recensement de 2010. Chicopee fait partie de l'agglomération de Springfield.